# Verkhotúrie
Verkhotúrie (en rus: Верхотурье) és una ciutat de l'óblast de Sverdlovsk, a Rússia, segons el cens del 2021 tenia 8.525 habitants.